# Европейски зелен пакт
Европейският зелен пакт (на английски: European Green Deal), известен още като Зеленият пакт на ЕС и Зелената сделка, представлява нова стратегия за растеж, политика и пътна карта на Европейския съюз (ЕС), която има за цел превръщането на ЕС в справедливо и благоденстващо общество с модерна, ресурсно ефективна и конкурентноспособна икономика, в която през 2050 г. няма да има нетни емисии на парникови газове и икономическият растеж не зависи от използването на ресурси..

## Контекст
Европейският зелен пакт е представен от Европейската комисия (ЕК) на 11 декември 2019 г. като пътна карта за постигане на устойчивост на икономиката на ЕС, чрез превръщане на предизвикателствата в областта на климата и околната среда във възможности във всички области на политиката, като се гарантира, че преходът е справедлив и приобщаващ за всички. Чрез него, Европейският съюз подновява своя ангажимент за справяне с предизвикателствата, свързани с климата и околната среда, в контекст на затопляне на атмосферата, изменение на климата, замърсяване на планетата, застрашени от изчезване билогични видове, обзлесяване и др. Европейският зелен пакт цели да отговори на тези и други предизвикателства. 
Изпълнителният заместник председател на ЕК Франс Тимерманс е определен за отговорен за Зелената сделка в рамките на състава на ЕК, действащ от 1 декември 2019 г. и оглавяван от нейния председател Урсула фон дер Лайен.

## Области на политиката
- Биоразнообразие, с цел защита на екосистемата
- От фермата до трапезата, с цел осигуряване на по-устойчива хранителна верига
- Устойчиво селско стопанство, с цел устойчивост на селското стопанство и селските райони в ЕС благодарение на общата селскостопанска политика (ОСП)
- Чиста енергия, с оглед декарбонизация на енергетиката
- Устойчива промишленост, с цел гарантиране на по-устойчиви, съобразени в по-голяма степен с околната среда производствени цикли
- Изграждане и саниране на сгради, за по-чист строителен сектор
- Устойчива мобилност, с цел насърчаване на използването на по-устойчиви транспортни средства
- Премахване на замърсяването, чрез мерки за бързо и ефикасно намаляване на замърсяването
- Действия в областта на климата, за постигане на неутралност по отношение на климата в ЕС до 2050 г.

## Дългосрочни цели
Политическата амбиция на Европейския съюз е Европа да се превърне в първият в света неутрален по отношение на климата континент до 2050 г., като се предвижда приемането на значителен обем ново европейско законодателство, което да обхване всички сектори от икономиката на ЕС и нейната декарбонизация. В резултат от прилагането на Европейския зелен пакт и от инвестициите, които предстоят да бъдат мобилизирани, икономиката на ЕС цели да се изгради като модерно, ефективно използващо ресурсите си и конкурентоспособно икономическо пространство, в което до 2050 г. няма нетни емисии на парникови газове, икономическият растеж не зависи от използването на ресурси и никое лице или регион не са пренебрегнати.
Зеленият пакт е неразделна част от стратегията на действащата от 1 декември 2019 г. Европейска комисия за изпълнение на Програмата до 2030 г. на Организацията на обединените нации (ООН), така че да бъдат интегрирани целите за устойчиво развитие на ООН, а устойчивостта и благосъстоянието на гражданите да бъдат поставени в центъра на икономическата политика.